# Рудозем
Рудозем (буг. Рудозем) град је у Републици Бугарској, у јужном делу земље, седиште истоимене општине Рудозем у оквиру Смољанске области.

## Географија
Положај: Рудозем се налази у јужном делу Бугарске, близу границе са Грчком — 10 km јужно од града. Од престонице Софије град је удаљен 270 kmјугоисточно, а од обласног средишта, Смољана град је удаљен 25 km југоисточно.
Рељеф: Област Рудозема се налази у области источног била Родопа. Град се сместио у невеликом проширењу долине Чепинске реке, на приближно готово 700 m надморске висине.
Клима: Због знатне надморске висине клима у Рудозему је оштрији облик континенталне климе са планинским утицајима.
Воде: Кроз Рудозем протиче река Чепинска река горњим делом свог тока.

## Историја
Област Рудозема је првобитно било насељено Трачанима, а после њих овом облашћу владају стари Рим и Византија. Јужни Словени ово подручеје насељавају у 7. веку. Од 9. века до 1373. године област је била у саставу средњовековне Бугарске.
Крајем 14. века област Рудозема је пала под власт Османлија, који владају облашћу 5 векова.
Године 1912. град је постао део савремене бугарске државе. Насеље постоје убрзо средиште окупљања за села у околини, са више јавних установа и трговиштем.

## Становништво
По проценама из 2007. године Рудозем је имао око 3.800 становника. Огромна већина градског становништва су етнички Бугари. Остатак су махом Роми. Последњих две деценије град има неславно прво место у целој Бугарској по исељавању становништва због колапса дотад развојене рударске привреде у граду. Тако је град пре двадесетак година имао 3 пута више становништва него данас.
Претежан вероисповест месног становништва је православље, а мањинска ислам.

## Галерија
- Црква у Рудозему
- Градска улица
- Скупштина општине
- Здање управе рудника